# Smithsonidrilus appositus
Smithsonidrilus appositus är en ringmaskart som beskrevs av Erséus 1990. Smithsonidrilus appositus ingår i släktet Smithsonidrilus och familjen glattmaskar. Inga underarter finns listade i Catalogue of Life.